# Subersachtal

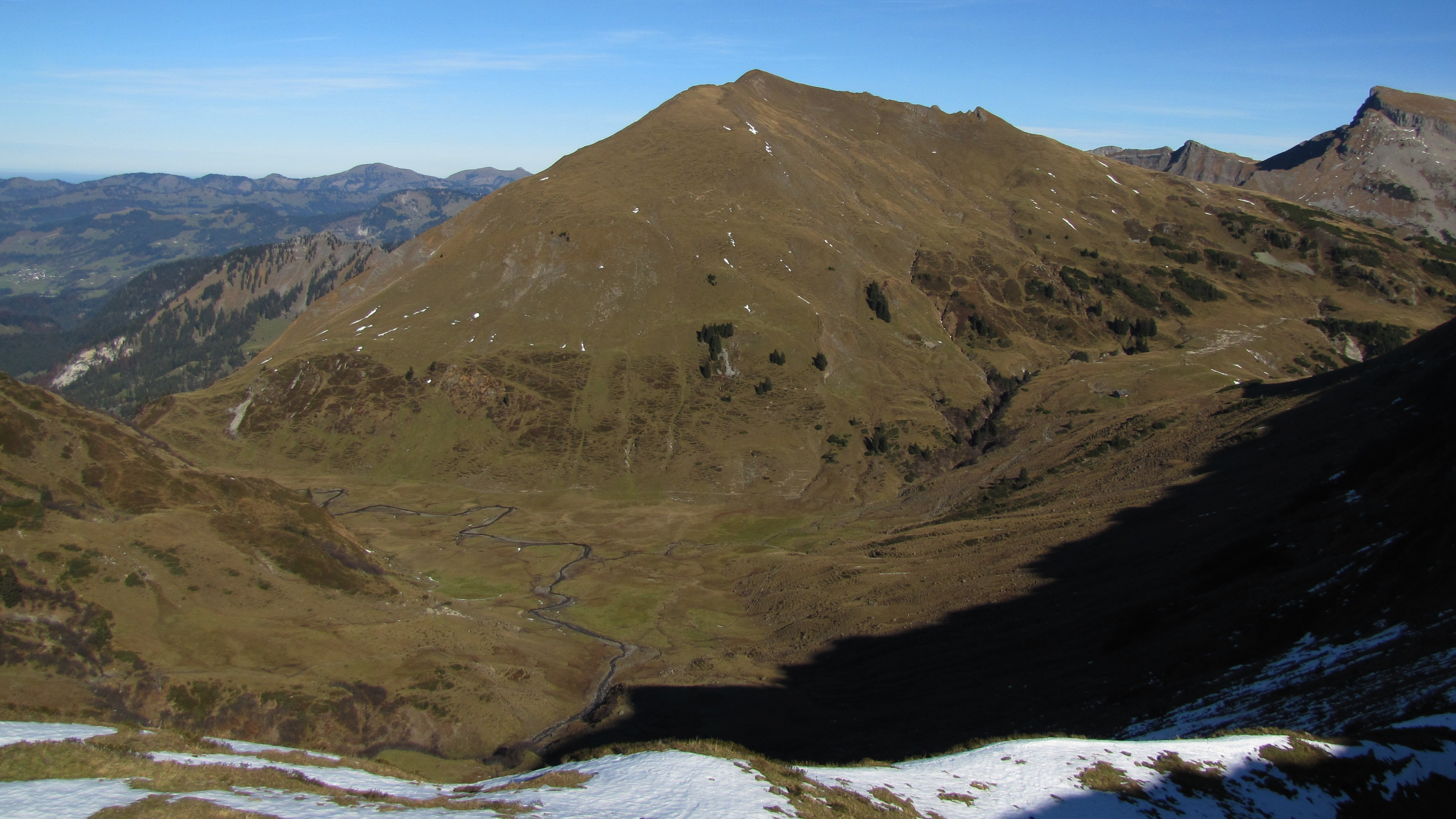
Quellgebiet der Subersach, Biotope im Bereich der Halden Hochalpe

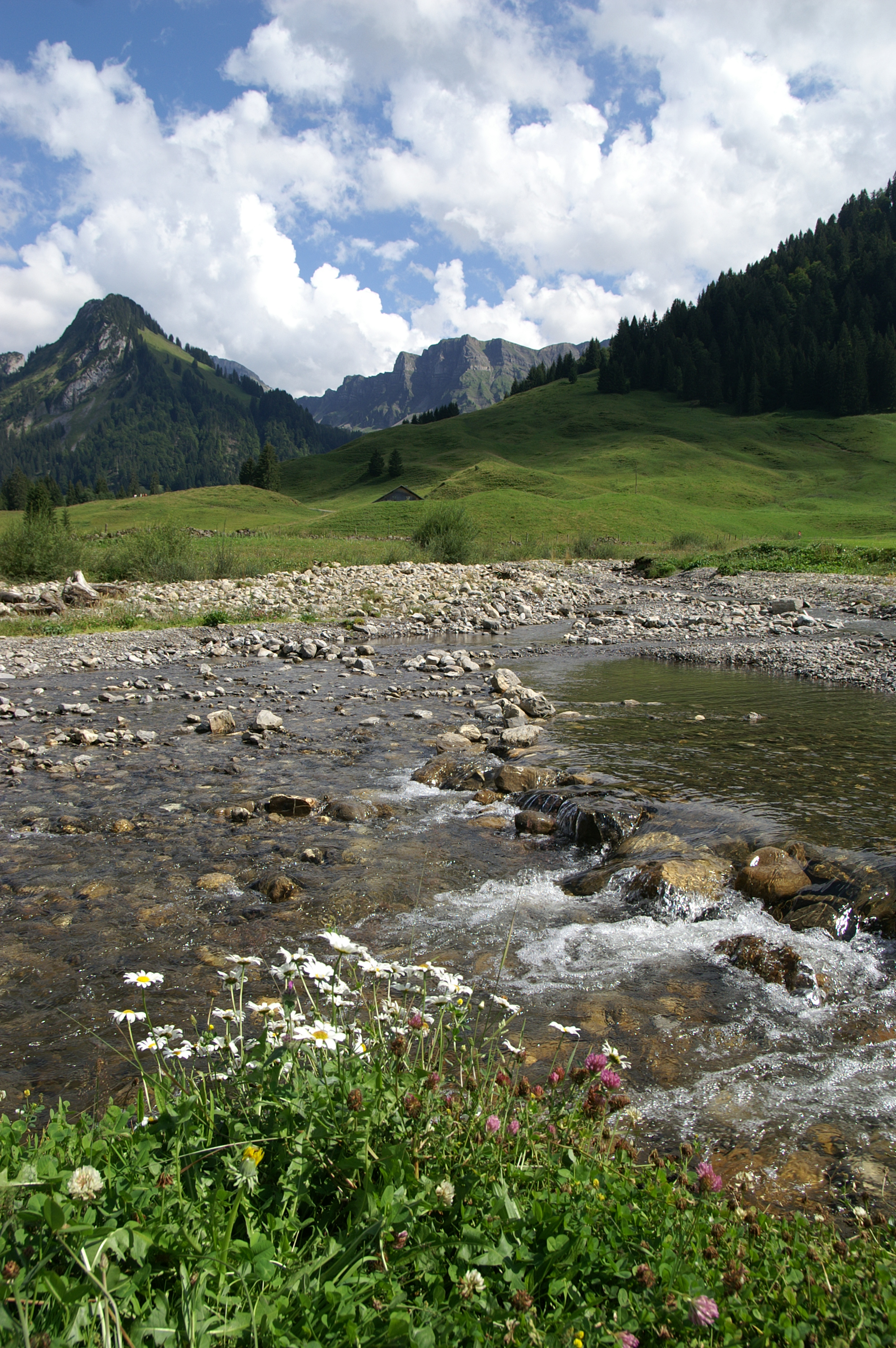
Subersach bei Schönebach

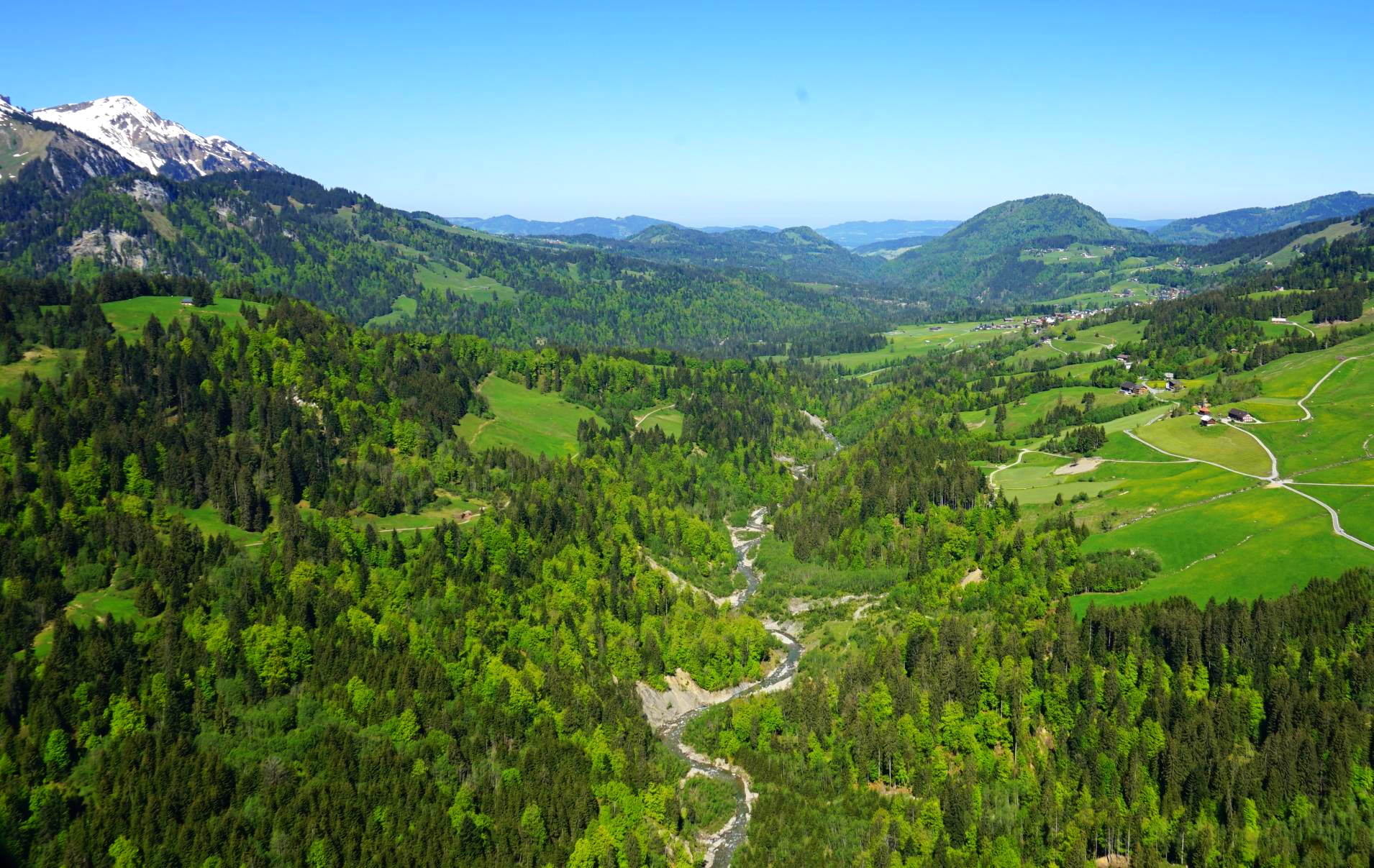
Rubachtal, in der Bildmitte das Subersachtal, rechts im Bild Sibratsgfäll

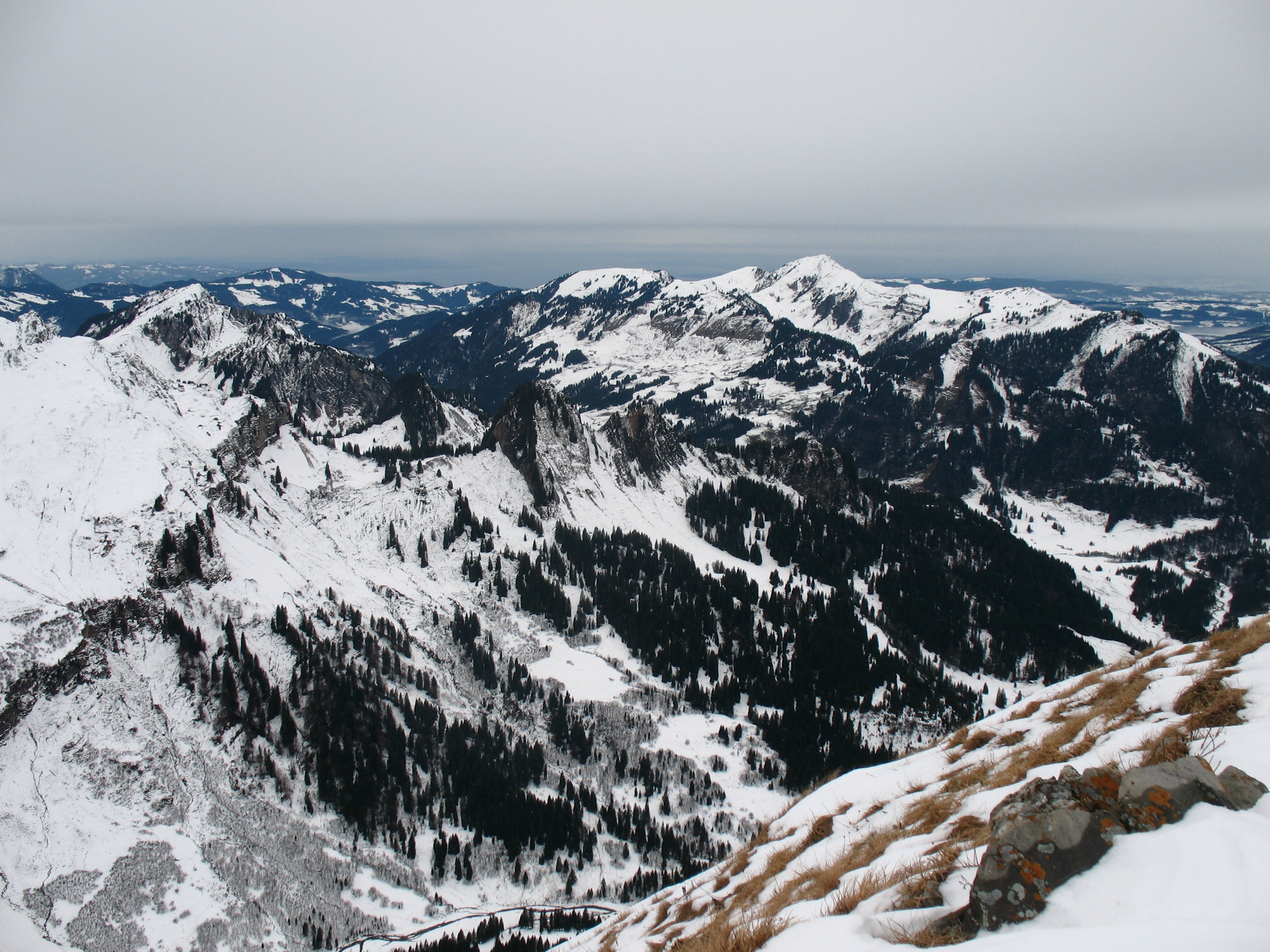
Hinteres Subersachtal

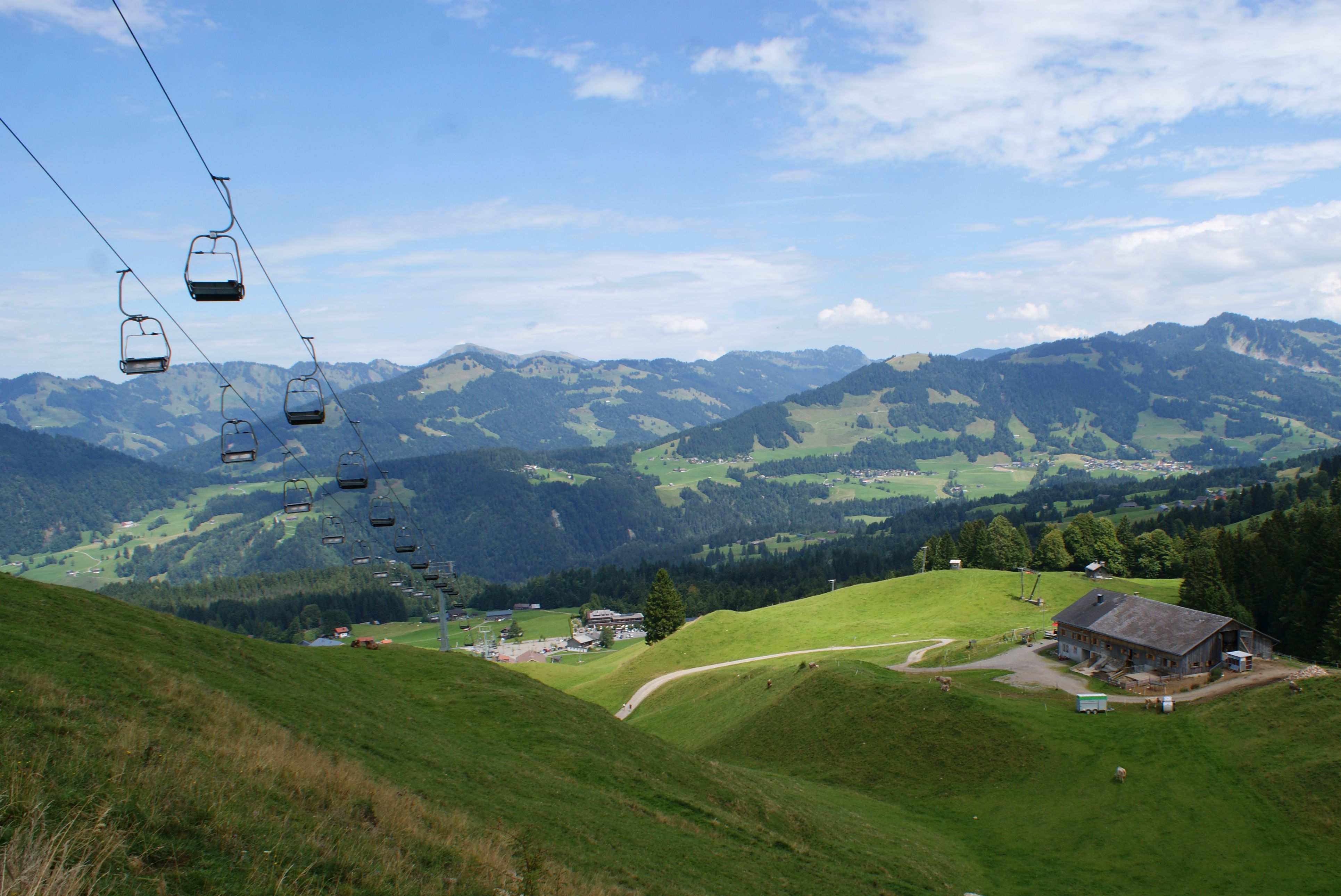
Blick von Schetteregg ins Subersachtal, rechts hinten Sibratsgfäll

Das Subersachtal ist das Tal der Subersach im österreichischen Bundesland Vorarlberg. Mit seinen Seitentälern ist es 114 km2 groß (Einzugsgebiet der Subersach).  Es ist ein Seitental im Bregenzerwald, dem Tal der Bregenzer Ach. Besiedelt sind nur die Anhöhen im vorderen Teil.

## Lage
Das Tal liegt im Nordosten von Vorarlberg im Bregenzerwald, das Seitental des Rubachs erstreckt sich bis zum Rohrmoossattel in Deutschland. Das hinterste Subersachtal liegt in den Nordwestlichen Walsertaler Bergen, ab der Einmündung des Schönenbachs bildet die Subersach die Grenze zwischen den Allgäuer Alpen und dem Bregenzerwaldgebirge. Die Subersach bildet auch die Grenze zwischen dem Vorderen und Hinteren Bregenzerwald.
Politisch liegt das Tal in den Gemeindegebieten von Lingenau, Hittisau, Sibratsgfäll, Egg und Bezau.

## Beschreibung
Die Schlucht der Subersach und der hintere Teil des Tals sind relativ unerschlossen und abseits der großen Touristenströme. Nur das Vorsäß Schönenbach ist touristisch stark frequentiert.

### Vorderes Subersachtal
Im Unterlauf fließt die Subersach von Ost nach West und mündet auf etwa 500 m Höhe in die Bregenzer Ache. Dabei hat sie eine tiefe Schlucht gebildet. Im Bereich von Lingenau wurde ein Quelltuff-Naturlehrpfad errichtet. Der Quelltuff ist bis zu 40 m hoch. Nördlich der Schlucht liegt das Zentrum von Lingenau auf einer Hochebene, weiter östlich, ebenfalls auf einer Hochebene bzw. einem Sattel liegt das Zentrum von Hittisau. Noch weiter östlich folgt der Hittisberg, der zwischen Subersachtal und dem Balderschwanger Tal mit der Bolgenach liegt.
Südlich der Schlucht liegt die Egger Ortschaft Großdorf auf einer Anhöhe zwischen Subersach und Schmittenbach. Großdorf und Lingenau sind mit einer Hochbrücke verbunden. Die alte Gschwendtobel-Brücke steht unter Denkmalschutz. Von Großdorf kann man über Ittensberg bis zum Skigebiet Schetteregg weiterfahren.

### Hinteres Subersachtal
Ab Gewässerkilometer zwölf fließt die Subersach von Süden nach Norden. Das Tal ist hier wesentlich weiter. Auf einer Anhöhe rechtsseitig, etwa bei Gewässerkilometer 13, liegt das Zentrum von Sibratsgfäll. Es ist der hinterste Ort, danach ist das Tal unbesiedelt, es gibt aber zahlreiche Alpen. Es gibt praktisch keinen Verkehr, die Alp- und Forstwege dürfen nur wenige Berechtigte benutzen. Die Landschaft ist sehr naturnahe und abwechslungsreich, steile Felsregionen, Schuttfluren, naturnahe Waldflächen, subalpine Staudenfluren, Alpweiden, Moore und natürliche Gewässer.

### Quellgebiet
Das Quellgebiet ist eine moorige Hochebene im Bereich der Halden Hochalpe. Zahlreiche kleine Gerinne bilden die Subersach, die mäandernd durch die flache Gebirgslandschaft fließt, bevor sie in einem Wasserfall über die breite und hohe Felswand der Tellifluh abstürzt.

## Seitentäler
Das Rubachtal oder Hirschgundtal erstreckt sich bis zum Rohrmoossattel im Oberallgäu. Das angrenzende Starzlachtal oder Rohrmoostal führt nach Oberstdorf.
Das Schönebachtal ist eine Talebene mit dem Vorsäß Schönenbach, das über das Bizauer Tal entlang des Bizauerbachs erschlossen wird.
Im Leutal des Laubisbaches befindet sich die Schneckenlochhöhle, die bedeutendste Höhle Vorarlbergs.

## Umgrenzung
Das Einzugsgebiet der Subersach, das Subersachtal im weitesten Sinn inklusive der Seitentäler, wird umgrenzt entlang der Linie von Norden im Uhrzeigersinn Rotenberg – Sattel von Hittisau – Hittisberg – Sausteig (Sattel) – Renkknie – Feuerstätterkopf – Sättele – Hörnlein – Piesenkopf – Rohrmoossattel – Untere Gottesackwände – Obere Gottesackerwände – Hoher Ifen – Berlingersköpfe – Hählekopf – Gerachsattel – Steinmandl – Kreuzmandl – Neuhornbachjoch – Falzer Kopf – Diedamssattel – Diedamskopf – Stoggersattel – Bizauer Hirschberg – Schönenbachpass – Luguntenkopf – Schreiberesattel – Winterstaude – Tristenkopf – Schetteregg – Elmoser Berg – Zängerles Berg – Klaratsberg.

## Geologie
Geologisch ist das Tal vielfältig, unter anderem kommen Flysch, Schrattenkalk, Molasse und Seetone vor. In Sibratsgfäll besteht ein großes geologisch-hydrologisches Problem im Bereich Rindberg. Im Mai 1999 setzen sich die Berghänge in der Parzelle Rindberg unaufhaltsam in Bewegung und zerstörten 20 Gebäude, Straßen, Felder und Wälder.
Der Quelltuffhang in Lingenau ist eine der größten Kalksinterbildungen in Europa nördlich der Alpen.
Das Gottesackerplateau ist eine Karstlandschaft mit zahlreichen Höhlen.

## Naturschutz

### Naturschutzgebiete
Weite Teile des Tals stehen unter Naturschutz:
- Die orographisch rechte Seite gehört zum Naturpark Nagelfluhkette
- Das Quellgebiet gehört zum Europaschutzgebiet Ifen

Auf der orographisch linken Seite sind zwei kleinere Europaschutzgebiete:
- Europaschutzgebiet Unter Stellerhöhe
- Europaschutzgebiet Unter der Winterstaude[9]

### Biotope
Der 27 km lange Flusslauf ist sehr naturnahe und ist auf der gesamten Strecke als schützenswerte Biotope ausgewiesen, die Biotope sind gegliedert nach Gemeindegebiet.
Weitere bedeutende und schützenswerte Biotope sind:
- Großraumbiotop Krähenberg-Sevischrofen Sibratsgfäll
- Moos auf Halder Hochalpe
- Krüz: Moore im westlichen Bereich der Halden Hochalpe, an der Schichtgrenze zwischen Flysch und Kalk mit undurchlässigen Bodenschichten. Viele kleine Gerinne speisen die junge Subersach.
- Sulzrieder bis Gorba, ein ausgedehnter, artenreicher Hangflachmoorkomplex[10]

### Weißzone Halden–Ifen-Hochrubach
Weißzonen sind ursprüngliche, naturnahe und wenig erschlossene Natur- und Kulturlandschaften in Vorarlberg. Die Hochfläche der Halden Hochalpe ist völlig unerschlossen. Die Oberfelle Alpe und die Kälbelegüntel Alpe sind nicht direkt mit dem Auto erreichbar. Unterfelle-, Halden-, Tiefenifer-, Iferholz- und Hochrubach-Alpe sind durch Güterwege erschlossen. Etwa 300 ha Waldflächen sind nicht mit Forstwegen erschlossen. Die Weißzone ist das Rotwildzentrum des Bregenzerwaldes, eines der bedeutendsten Jagdgebiete Vorarlbergs. Sechs km², mehr als ein Drittel der Weißzone sind Wildruhezonen.

## Wandern
Schönebach ist ein beliebter Ausgangspunkt für Wanderungen. Nach Sibratsgfäll führt eine schöner und leichter Wanderweg über das mittlere Subersachtal und den Krähenberg, laut Wegweiser in Sibratsfgäll dauert es etwa 2¼ Stunden. Ein anspruchsvoller Weg führt von Schönebach durch das hintere Subersachtal, hinauf auf die Halden Hochalpe und über den Gerachsattel zur Schwarzwasserhütte im Quellbereich des Schwarzwasserbaches im Kleinwalsertal, Dauer etwa 4 Stunden. Die Wildruhezonen in diesem Gebiet sind zu beachten, es besteht ein Wegegebot.